# Daniel Löble
Daniel "Dani" Löble, né le 22 février 1973 à Zurich, est un musicien suisse et batteur du groupe Helloween depuis 2005.
Löble forma en 1994 avec Thilo Hermann le groupe Höllenhunde avant de se séparer en 1997. Löble joua ensuite avec le groupe Glenmore de 1996 à 1999 puis avec Rawhead Rexx de 1999 à 2005.

## Discographie

### Avec Rawhead Rexx
- 2000 - Rebirth
- 2002 - Rawhead Rexx
- 2004 - Diary in Black

### Avec Helloween
- 2005 - Keeper of the Seven Keys: The Legacy
- 2007 - Gambling with the Devil
- 2010 - 7 Sinners
- 2013 - Straight Out of Hell
- 2015 - My God-Given Right